# Eizō Sakuhinshū Vol. 1
Eizō Sakuhinshū Vol. 1 je prvi videoalbum japanskog rock sastava Asian Kung-Fu Generation, objavljen 26. studenog 2004. pod izdavačkom kućom Ki/oon Records.
Na albumu su se našli prijašnji objavljeni spotovi za pjesme od "Haruka Kanata" do "Kimi no Machi Made", uključujući i dotad neobjavljen spot za pjesmu "Siren". Također uz svaki spot snimljeni su komentari, njegovo snimanje, te nastupi uživo. 

## Videospotovi
| 1.    | »Haruka Kanata«      |  |
| 2.    | »Mirai no Kakera«    |  |
| 3.    | »Kimi to Iu Hana«    |  |
| 4.    | »Siren«              |  |
| 5.    | »Siren«              |  |
| 6.    | »Loop & Loop«        |  |
| 7.    | »Rewrite«            |  |
| 8.    | »Kimi no Machi Made« |  |
| 39:00 |                      |  |

### Bonus
- Nastupi na ljetnim koncertima
- Scene snimanja spotova
- TV spotovi

## Produkcija
- Masafumi Goto - vokal, gitara
- Kensuke Kita - gitara, prateći vokal
- Takahiro Yamada – bas, prateći vokal
- Kiyoshi Ijichi – bubnjevi